# Yomou
Yomou ist eine Stadt im Südosten Guineas, nahe der Grenze zu Liberia (15 km) und stellt zugleich einen Zollposten dar. Yomou ist Hauptort einer Präfektur in der Region Nzérékoré mit 30.000 Einwohnern (2010) und Standort eines bekannten Spezialkräftebataillons der guineischen Armee.
Die Einwohner der Stadt gehören zur Gruppe der Kpelle und Mano. Yomou ist zugleich Hauptumschlagspunkt für Rohstoffe wie Reis, Palmöl, Kaffee oder Maniok.